# Climeniperaeus truncoideus
Climeniperaeus truncoideus is een garnalensoort uit de familie van de Palaemonidae. De wetenschappelijke naam van de soort is voor het eerst geldig gepubliceerd in 1993 door Chace & Bruce.